# Phoebe Holcroft Watson
Phoebe Catherine Holcroft Watson (7 de outubro de 1898 - 20 de outubro de 1980) foi uma tenista britânica. 